# Leopold I-monument (De Panne)

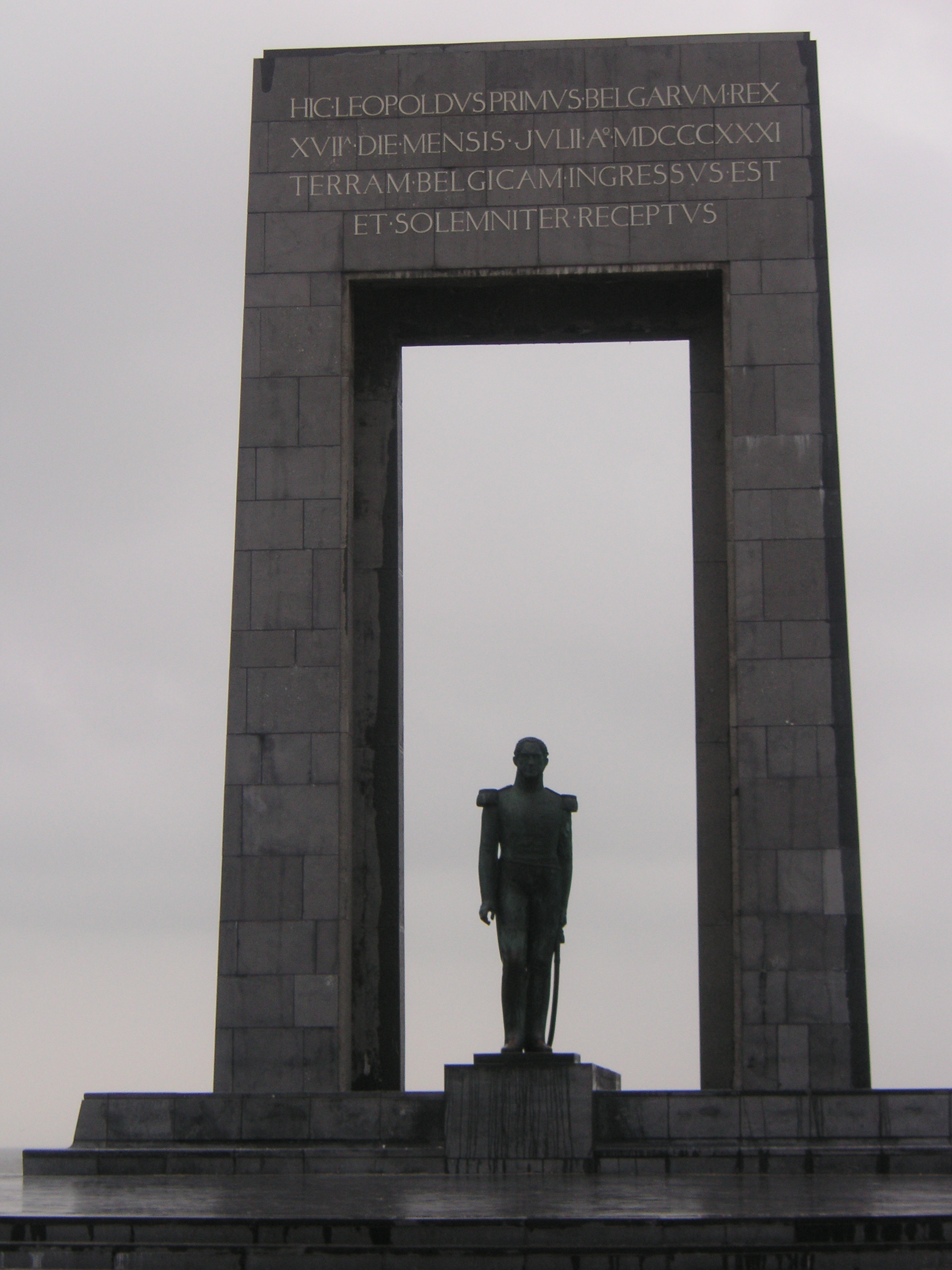
Leopold I-monument

Het Leopold I-monument is een monument in de Belgische gemeente De Panne, gelegen aan zee tegenover de Leopold I-esplanade.

## Beschrijving
Het monument herdenkt het feit dat de latere koning Leopold I vanuit Duinkerke en begeleid door de Franse cavalerie op 17 juli 1831 te paard over het strand naar De Panne kwam om aldaar ontvangen te worden door een comité van notabelen.
Het zeer grote monument, dat aan zee werd geplaatst, omvat een natuurstenen poort, ontworpen door Victor Martiny, met daarin een bronzen beeld van Leopold I, vervaardigd door René Cliquet. Het monument werd opgericht door het Nationaal Comité van het Monument Leopold I te De Panne onder voorzitterschap van luitenant-generaal Nyssens. Het werd op 5 oktober 1958 ingehuldigd door burgemeester Honoré Oscar Gevaert in aanwezigheid van koning Boudewijn en premier Gaston Eyskens.
Op de poort staat de tekst:
Hic Leopoldus primus belgarum rex XVII die mensis julii a° MDCCCXXXI terram belgicam ingressus est et solemniter receptus
(Hier betrad Leopold I, koning der Belgen, op 17 juli 1831 de Belgische bodem en werd plechtig ontvangen)